# Pristimantis loeslein
Pristimantis loeslein — вид жаб з роду Pristimantis родини Strabomantidae. Описаний у 2023 році.

## Етимологія
Вид названо на честь німецької родини Льосляйн (з Ерлангена та Мюнхена) на знак визнання підтримки таксономічних досліджень і збереження видів у Перу через ініціативу BIOPAT.

## Поширення
Ендемік Перу. Поширений на півдні Національного парку Кордильєра-Асул у регіоні Уануко.